# Camille Sandorfy
Camille Sandorfy (Budapest, Hongrie, 9 décembre 1920 - 6 juin 2006) est un chimiste québécois. Il a été un précurseur dans le domaine de la chimie quantique, appliquant la méthode des orbitales moléculaires aux molécules polyatomiques saturées, notamment aux hydrocarbures aliphatiques.

## Biographie
Camille Sandorfy obtient un doctorat en chimie et en physique  à l'Université de Szeged en 1946. Il poursuit des études  postdoctorales en chimie théorique sous la direction des professeurs Louis de Broglie et Raymond Daudel au CNRS. Il obtient un doctorat à la Sorbonne et émigre au Canada, où il poursuit recherches en spectroscopie moléculaire au CNRC. Sandorfy se joint ensuite au corps professoral du département de chimie de l'université de Montréal en 1954 où il consacrera sa carrière à la recherche et à l'enseignement.

## Recherches scientifiques
Il est pionnier des calculs des orbitales moléculaires (OM) des hydrocarbures saturées et autres molécules polyatomiques à liaisons σ. Il effectue les premiers calculs de l'acidité et la basicité des molécules aromatiques en états excités.
Il poursuit de nombreuses recherches en spectroscopie moléculaire. En spectroscopie infrarouge il étudie la vibration moléculaire ainsi que les bandes harmoniques aux systèmes liées par des liaisons hydrogène, ainsi que l'effet des liaisons hydrogène sur l'anharmonicité vibrationnelle. Dans la spectroscopie électronique il se concentre sur la région de l'ultraviolet lointain et observe de nombreux états de Rydberg moléculaires.
Certaines de ses études spectroscopiques aident à comprendre des processus biologiques, notamment le mécanisme moléculaire de la vision et le rôle des liaisons hydrogène dans l'anesthésie.

## Honneurs et distinctions
- 1967 - Membre de la Société royale du Canada
- 1973 - Prix Léo-Pariseau
- 1982 - Prix Marie-Victorin
- 1993 - Membre de l'Académie hongroise des sciences
- 1995 - Officier de l'Ordre du Canada
- 1995 - Chevalier de l'Ordre national du Québec